# Talvorik
Talvorik (en arménien Տալվորիկ) est une communauté rurale du marz d'Armavir, en Arménie. Elle compte 196 habitants en 2009.